# Modularità (informatica)
La modularità è un concetto che trova applicazione nel contesto dell'informatica, più precisamente nella programmazione, così come le scienze cognitive nello scoprire la struttura della mente. Un modulo può essere definito in molteplici modi, ma di solito si tratta di un componente di un più vasto sistema, che opera in quel sistema indipendentemente dalle operazioni di altri componenti.
I moduli forniscono una separazione tra le interfacce e la implementazione. Una interfaccia di un modulo esprime gli elementi che sono forniti e necessari al modulo. Gli elementi definiti in una interfaccia sono visibili agli altri moduli. L'implementazione contiene il codice operativo che corrisponde agli elementi dichiarati nell'interfaccia. I linguaggi che supportano esplicitamente il concetto di modulo includono Ada, D, F, Fortran, Pascal (alcuni derivati), ML, Modula-2, Python e Ruby. Il sistema IBM i (nominato come AS/400 e iSeries) utilizza i moduli nel suo RPG, COBOL e CL quando si programma nel suo ambiente ILE.

## Moduli e classi
La differenza tra le classi e i moduli sono:
- Le Classi possono essere istanziate per creare oggetti,
- Le Classi possono Ereditare il loro comportamento e dati da altre classi,
- Il Polimorfismo permette la relazione tra istanze di classi di poter cambiare a run-time, mentre le relazioni tra i moduli sono statiche.

Le somiglianze con le classi sono:
- Entrambi possono essere usati per nascondere i dettagli dell'implementazione.
- Entrambi possono formare gerarchie di modules/classes.

## Linguaggi di interconnessione dei moduli (MILs)
I linguaggi di interconnessione dei moduli (MILs) forniscono costrutti di grammatica formale per decidere le varie specifiche di interconnessione dei moduli necessarie ad assemblare un completo sistema software. I MILs permettono la separazione tra la programmazione in piccolo e la programmazione in grande. Scrivere un modulo rappresenta la programmazione in piccolo, mentre assemblare un sistema tramite l'aiuto del MIL rappresenta la programmazione in grande. Un esempio del MIL è il MIL-75.

## La modularità nell'informatica
La modularità è una proprietà dei programmi che misura la estensione di quanto sono composti in parti separate chiamate moduli. Un approccio modulare sta guadagnando popolarità nel campo della integrazione di sistemi intelligenza artificiale, dove un sistema A.I. generale in larga scala system è composto di moduli dei quali ognuno serve a uno specifico scopo e comunica con gli altri per produrre un comportamento generale desiderato.
I programmi che hanno molte correlazioni dirette tra qualsiasi parti del codice di programmazione sono meno modulari (più strettamente accoppiati) dei programmi le cui relazioni avvengono solo tramite ben specificate interfacce di moduli.
Le tecniche di programmazione modulare sono quelle che incrementano la modularità. (Vedi anche: programmazione modulare, programmazione strutturata, programmazione procedurale, Programmazione orientata agli oggetti e Programmazione orientata agli aspetti, Calcolo distribuito.)

## Lavori citati
- Guimerá, R. & L.A. Nunes Amaral (2005). Functional Cartography of Complex Metabolic Networks. Natura, 433: 895-900.
- Yang, A.S. (2001). Modularity, Evolvability and Adaptive Radiations. Evolution and Development, 3:2, 59-72.